# Comisión de Venecia
La Comisión de Venecia es un órgano consultivo del Consejo de Europa, formado por expertos independientes en el campo del derecho constitucional. Fue creada en 1990 tras la caída del muro de Berlín, en un momento de necesidad urgente de asistencia constitucional en Europa Central y Oriental. El nombre oficial de la comisión es Comisión Europea para la Democracia por el Derecho, pero debido a su punto de encuentro en Venecia, donde las sesiones se realizan cuatro veces al año —marzo, julio, octubre y diciembre—, se conoce generalmente como la Comisión de Venecia.

## Creación
El ministro para las Políticas Comunitarias de Italia, Antonio Mario La Pergola planteó la idea de crear un grupo de expertos en el área de derecho constitucional. La elección del nombre de Comisión Europea para la Democracia por el Derecho se basó en la teoría de La Pergola que expresaba que las democracias sostenibles solo podían ser construidas en un marco constitucional y de Estado de derecho.
La propuesta formal para la creación de la comisión fue hecha por el ministro de Asuntos Exteriores de Italia, Gianni De Michelis, quien invitó a los demás ministros de exteriores del Consejo de Europa a la Conferencia para la Creación de la Comisión Europea para la Democracia mediante el Derecho que se llevó a cabo en la Fundación Giorgio Cini en San Giorgio, Venecia del 31 de marzo al 1 de abril de 1989. En esta reunión, estuvieron presentes ministros de Asuntos Exteriores y Justicia así como representantes de los Tribunales Constitucionales de los entonces 21 países del Consejo de Europa.
El comité de ministros, buscando asistir a los países de Europa Central y Oriental aprobaron crear la Comisión como un acuerdo parcial en la sesión en Venecia del 19 al 20 de enero de 1990. En esta reunión también participaron como observadores los ministros de Asuntos Exteriores o Justicia de Bulgaria, Checoslovaquia, Hungría, Polonia, la República Democrática Alemana, Rumanía, la Unión Soviética y Yugoslavia.
El 10 de mayo de 1990, los ministros de 18 países (Austria, Bélgica, Chipre, Dinamarca, España, Finlandia, Francia, Grecia, Irlanda, Italia, Luxemburgo, Malta, Noruega, Portugal, San Marino, Suecia, Suiza y Turquía) del Consejo de Europa adoptaron el estatuto de la Comisión.

## Instituciones democráticas y derechos fundamentales
La tarea primaria de la Comisión de Venecia es asistir y aconsejar a países en asuntos constitucionales para mejorar el funcionamiento de las instituciones democráticas y la protección de derechos humanos. En 1991 la Comisión ayudó a la creación de la primera Constitución democrática de Rumania desde 1947. En 2012, en condición de invitado a opinar, la Comisión de Venecia expresó varias críticas sobre legislación relacionada con la iglesia dentro de Hungría.

## Estados miembros

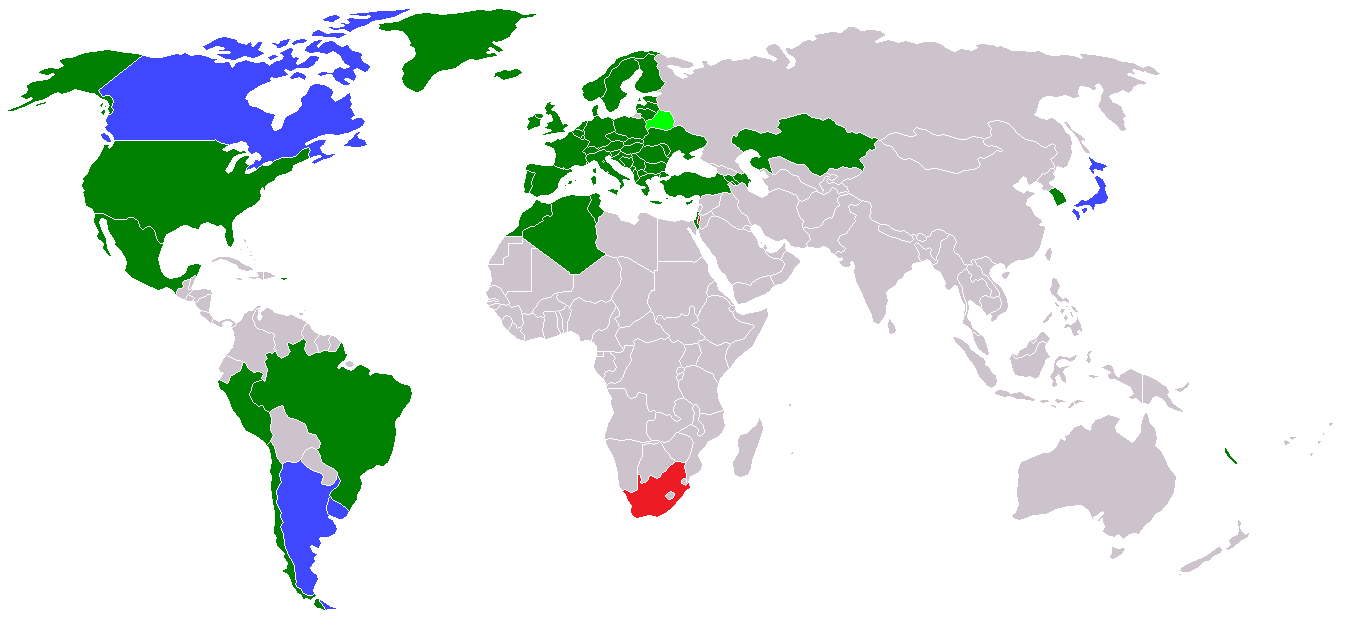
Miembros
Asociados
Observadores
Estatus especial o de cooperación

Comenzó con 18 miembros y pronto todos los miembros del Consejo de Europa se adhirieron. Desde 2002, países no miembros del Consejo de Europa se pueden adherir como miembros.
La comisión tiene 62 Estados miembros: los 47 del Consejo de Europa y otros 15 países (Argelia, Brasil, Canadá, Chile, Corea del Sur, Costa Rica, Estados Unidos, Israel, Kazajistán, Kosovo, Kirguistán, Marruecos, México, Perú y Túnez). Son observadores: Argentina, Japón, la Santa Sede y Uruguay. Existe un Estado asociado (Bielorrusia) y dos de carácter de cooperación especial (Sudáfrica y la Autoridad Nacional Palestina).
De la misma manera, la Comisión Europea, la Organización para la Seguridad y la Cooperación en Europa y su oficina para las Instituciones Democráticas y los Derechos Humanos participan en las sesiones plenarias.

## Miembros
La comisión tiene como miembros a académicos de alto nivel, particularmente en los campos del derecho constitucional o internacional, jueces de tribunales supremos o constitucionales o miembros de parlamentos nacionales. Los miembros son nombrados por cuatro años por los países participantes.
El Presidente de la Comisión, desde diciembre de 2009, es Gianni Buquicchio.
| Presidente               | País    | Periodo     |
| ------------------------ | ------- | ----------- |
| Antonio Mario La Pergola | Italia  | 1990 - 2006 |
| Jan Erik Helgesen        | Noruega | 2006 - 2009 |
| Gianni Buquicchio        | Italia  | 2009 -      |

### Miembros españoles y americanos de la Comisión de Venecia

#### Miembros
Chile
- Vacante (por la renuncia de Gonzalo García Pino)
- José Ignacio Vásquez Márquez (Miembro sustituto)

Costa Rica
- Fernando Castillo Víquez
- Nancy Hernández López (Miembro sustituto)

México
- Janine M. Otálora Malassis
- José Luis Vargas Valdez (Miembro sustituto)
- Eduardo Medina-Mora Icaza (Miembro sustituto)

Perú
- José Luis Sardón de Taboada
- Eloy Espinosa-Saldaña Barrera (Miembro sustituto)
- Carlos Ramos Núñez (Miembro sustituto)

España
- Rafael Rubio Núñez
- Óscar Sánchez Muñoz (Miembro sustituto)
- Paloma Biglino Campos (Miembro sustituto)

#### Observadores
Argentina
- Alberto Ricardo Dalla Via
- José Adrián Pérez (Miembro sustituto)

Uruguay
- Laura Dupuy Lasserre

## Forma de actuación
La metodología de trabajo de la Comisión para emitir sus recomendaciones es crear un grupo de trabajo de informantes (principalmente entre sus miembros) que aconseja las autoridades nacionales en la preparación de la ley pertinente. Después de que discusiones con las autoridades nacionales y otros actores clave del país, el grupo prepara un borrador de recomendación sobre el grado de cumplimiento de los estándares democráticos de la ley o temática analizada con recomendaciones sobre cómo mejorar a partir de la experiencia común. El borrador es debatido y adoptado por la Comisión de Venecia durante una sesión plenaria, normalmente en presencia de representantes de ese país. Tras su adopción, la recomendación se convierte pública y es enviada al solicitante o responsable de la ejecución.

## Propuestas no ejecutivas
Aunque generalmente sus recomendaciones acaban recogidas en la legislación afectada, la Comisión de Venecia no impone sus soluciones, sino que realiza propuestas no ejecutivas desplegables a partir del diálogo. Por esta razón, el grupo de trabajo suele visitar el país concernido y conocer el asunto directamente con los diferentes actores políticos implicados con el fin de asegurar una observación más objetiva de la situación.

## Resolución de conflicto mediante asesoramiento legal
Un acuerdo político que resuelve un conflicto debería tener la cobertura de un texto legal viable. También puede ser posible la adopción de un texto legal como solución política. Por esta razón la Comisión de Venecia presta particular atención a los países que están pasando o han pasado por conflictos étnico-políticos. En este contexto, a petición de la Unión Europea, la Comisión de Venecia ha jugado un importante papel en el desarrollo e interpretación del texto constitucional de Bosnia-Herzegovina, Macedonia, Serbia y Montenegro así como el de Kosovo. También ha sido implicada en los intentos para resolver los conflictos en el estado de Abjasia y de Osetia del Sur en Georgia, y de Transnistria en Moldavia.
La Comisión realiza recomendaciones, inicia estudios y organiza conferencias inter alia sobre:
- Reformas constitucionales
- Gobiernos de emergencia
- Federalismo y regionalismo
- Asuntos de ley internacional
- Servicios de seguridad interna y fuerzas armadas
- Protección de derechos fundamentales incluyendo la libertad de culto, la libertad de reunión y asociación
- Protección de las minorías y la prohibición de discriminación
- Funcionamiento de parlamentos y órganos judiciales

## Asistencia constitucional
La comisión tuvo como actividad inicial la emisión de opiniones sobre proyectos de constitución o reformas constitucionales. La comisión también puede intervenir en la redacción de  constituciones (como en el caso de Sudáfrica en 1996). 
Los países que han sido objeto de esta asistencia incluyen:
- Albania, asistencia a la transición democrática desde 1991.
- Armenia, asistiendo a la transición política del semipresidencialismo al parlamentarismo después del referéndum en 2015.
- Bélgica, dictamen sobre el Convenio Marco para la Protección de las Minorías Nacionales, a solicitud del Parlamento Federal belga.
- Bosnia y Herzegovina, desarrollo e interpretación del derecho constitucional después de un conflicto étnico
- Georgia, consideración de un proyecto de ley orgánica para enmendar la constitución, a solicitud del Presidente del Parlamento de Georgia;
- Luxemburgo, examen de proyectos de ley en 2002, a petición del primer ministro;
- Malta, para la revisión de proyectos de enmiendas constitucionales, a petición del Ministerio para Asuntos Europeos e Igualdad de Malta.
- México, para la revisión de la legislación electoral, a pedido del Presidente del Instituto Federal Electoral.
- Moldavia, revisión y asesoramiento sobre el problema en Transnistria.
- Perú, para la revisión del proyecto de adelanto de elecciones generales presentada por el presidente Martín Vizcarra.
- Polonia, para la revisión de proyectos de reforma del Consejo de Justicia de Polonia, a pedido del Presidente de la Asamblea Nacional de Polonia
- Rumania, para la creación de la constitución democrática en 1991.
- Rusia, revisión de su constitución luego de su solicitud de ingreso al Consejo de Europa;
- Serbia, para la elaboración de enmiendas constitucionales, a petición del Ministerio de Justicia de Serbia.
- Sudáfrica, para la redacción de la Constitución de 1996;
- Ucrania, revisión de su constitución luego de su solicitud de ingreso al Consejo de Europa.

## Intervenciones en España
La Comisión pidió explicaciones al Gobierno de España en relación con los recursos de inconstitucionalidad presentados en 2016 por el Gobierno Vasco y en 2017 por la Generalidad de Cataluña contra la ley 15/2015 de modificación de las competencias del Tribunal constitucional, que otorga la capacidad de ejecución de sus sentencias.
El 11 de marzo de 2017 la Comisión emitió un informe en el que avalaba la reforma del Tribunal Constitucional de España, al considerar que dichas medidas no contradecían las normas europeas. No obstante, se instó al gobierno español a mejorar algunas de ellas, en referencia a la capacidad de destituir a un presidente autonómico.